# Ljetnikovac Hanibala Lucića u Hvaru
Ljetnikovac Hanibala Lucića u gradiću Hvaru, Hanibala Lucića 8, zaštićeno kulturno dobro.

## Opis dobra
Hvarski plemić i renesansni pjesnik Hanibal Lucić sagradio je (od 1532.) 1533. godine renesansni ljetnikovac istočno od grada Hvara, u predjelu Dolac, a uz antički put koji je vodio prema Starom Gradu. Prostor ljetnikovca gotovo je kvadratičnog tlocrta, ograđen visokim zidom, veći dio prostora obuhvaća perivoj, a u južnom dijelu sklopa na povišenom terenu poduprtom zidom smještene su dvije zgrade. Pročelja su opremljena jednostavnim prozorima u kamenim pragovima, bez stilskih odlika. Sjeverno od građevine su ostatci nekadašnje gospodarske kuće, s nizom niša u sjevernom zidu, koja je danas adaptirana za potrebe arhivskog spremišta Muzeja hvarske baštine. Perivoj ljetnikovca Lucić ograđen je visokim kamenim zidovima, građenim priklesanim kamenom, od kojih je zapadni zid u većoj mjeri srušen, prema dokumentima, već sredinom XVII. stoljeća. Perivoj kvadratičnog tlocrta, projektiran je u više nivoa, posve u renesansnoj tradiciji. Lucićev ljetnikovac predstavlja renesansno shvaćanje ladanja, koje se očituje kroz usklađivanje gradnje s prirodom u jedinstvenu cjelinu, gdje se okolni krajolik kroz perivoj, preko portika i vanjskih stuba spaja sa zdanjem ljetnikovca. U prostoru ljetnikovca od 1950. godine djeluje Muzej hvarske baštine.

## Zaštita
Pod oznakom Z-6301 zaveden je kao nepokretno kulturno dobro - pojedinačno, pravna statusa zaštićena kulturnog dobra, klasificirano kao "stambene građevine".